# The Ultimate Fighter 17 Finale: Faber vs. Jorgensen
The Ultimate Fighter 17 Finale: Faber vs. Jorgensen è stato un evento di arti marziali miste organizzato dalla Ultimate Fighting Championship che si è tenuto il 13 aprile 2013 al Mandalay Bay Events Center di Las Vegas, Stati Uniti.

## Retroscena
L'evento ospitò la finale del torneo dei pesi medi della 17ª stagione del reality show The Ultimate Fighter.
Il main match dell'evento avrebbe dovuto essere la sfida per il titolo dei pesi mosca tra il campione Demetrious Johnson e lo sfidante John Moraga, ma un infortunio capitato a Johnson causò l'annullamento della sfida.
La vincente della sfida tra Miesha Tate e Cat Zingano avrebbe ottenuto la possibilità di fare da allenatrice in una delle stagioni del reality show The Ultimate Fighter opposta alla campionessa dei pesi gallo Ronda Rousey con successivo incontro per il titolo.

## Risultati

### Card preliminare
- Incontro categoria Pesi Piuma:  Justin Lawrence contro  Daniel Pineda

Pineda sconfisse Lawrence per sottomissione (kimura) a 1:35 del primo round.
- Incontro categoria Pesi Piuma:  Sam Sicilia contro  Maximo Blanco

Blanco sconfisse Sicilia per decisione unanime (29-28, 29-28, 29-28).
- Incontro categoria Pesi Piuma:  Cole Miller contro  Bart Palaszewski

Miller sconfisse Palaszewski per sottomissione (strangolamento da dietro) a 4:23 del primo round.
- Incontro categoria Pesi Medi:  Clint Hester contro  Bristol Marunde

Hester sconfisse Marunde per KO Tecnico (gomitata) a 3:53 del terzo round.
- Incontro categoria Pesi Medi:  Dylan Andrews contro  Jimmy Quinlan

Andrews sconfisse Quinlan per KO Tecnico (pugni) a 3:22 del primo round.
- Incontro categoria Pesi Medi:  Luke Barnatt contro  Collin Hart

Barnatt sconfisse Hart per decisione unanime (29-28, 29-28, 30-27).
- Incontro categoria Pesi Medi:  Josh Samman contro  Kevin Casey

Samman sconfisse Casey per KO Tecnico (ginocchiate) a 2:26 del secondo round.

### Card principale
- Incontro categoria Pesi Medi:  Bubba McDaniel contro  Gilbert Smith

McDaniel sconfisse Smith per sottomissione (triangolo) a 2:49 del terzo round.
- Incontro categoria Pesi Massimi:  Travis Browne contro  Gabriel Gonzaga

Browne sconfisse Gonzaga per KO (gomitate) a 1:11 del primo round.
- Incontro categoria Pesi Gallo Femminili:  Miesha Tate contro  Cat Zingano

Zingano sconfisse Tate per KO Tecnico (ginocchiate e gomitata) a 2:55 del terzo round.
- Finale del torneo dei Pesi Medi TUF 17:  Uriah Hall contro  Kelvin Gastelum

Gastelum sconfisse Hall per decisione divisa (29-28, 28-29, 29-28) e vinse il torneo dei pesi medi TUF 17.
- Incontro categoria Pesi Gallo:  Urijah Faber contro  Scott Jorgensen

Faber sconfisse Jorgensen per sottomissione (strangolamento da dietro) a 3:16 del quarto round.

## Premi
I seguenti lottatori sono stati premiati con un bonus di 50.000 dollari:
- Fight of the Night:  Miesha Tate contro  Cat Zingano
- Knockout of the Night:  Travis Browne
- Submission of the Night:  Daniel Pineda

Inoltre i seguenti lottatori sono stati premiati con un bonus di 25.000 dollari per la loro stagione nel reality show The Ultimate Fighter:
- Uriah Hall
- Kelvin Gastelum
- Dylan Andrews
- Luke Barnatt